# Лазерный двигатель
Лазерный реактивный двигатель — ракетный двигатель, в котором рабочее тело получается путём испарения твёрдого материала или разогрева газа лазерным лучом.
Используемый для разгона лазер чаще всего располагается вне самого летательного аппарата. При расположении лазера в начальной точке движения основной проблемой при перемещении на большие расстояния становится торможение аппарата в конечной точке маршрута.
Данный тип двигателя эффективнее использовать в вакууме, где отсутствует рассеяние лазерного луча атмосферой.
Американские разработчики в начале 90-х считали, что лазерный двигатель должен снизить себестоимость вывода грузов на орбиту за счёт того, что лазер, как основной источник энергии, используется многократно в отличие от ракет-носителей. Российскими исследователями отмечается в качестве преимущества возможность отказа от использования окислителя.
Лазерные двигатели, использующие другие движители, также, как правило, используют внешний по отношению к объекту лазер для передачи энергии.
В частности, под "лазерным" двигателем может пониматься комбинация внешнего разгонного лазера с расположенным на аппарате "парусом" из специального материала.
В 2007-м году группа японских учёных во главе с Хидэки Окамурой разработала модель маломощного двигателя, в котором движение придается металлическому диску путём его нагрева лазерным лучом. Лазер зелёного цвета с длиной волны 532 нм нагревает металл, что приводит к его расширению и возникновению на поверхности быстро перемещающихся эластичных волн, которые двигаются вокруг центра кольца. При соприкосновении с осью, на которой находится диск, он начинает вращаться.

## История
В 1972 году в издании "Astronautics and Aeronautics" была опубликована работа Артура Кантровица(Arthur Robert Kantrowitz) "Propulsion to Orbit by Ground Based Lasers", в которой предлагалось изменить сам подход к запуску космических аппаратов. Вместо постройки больших и менее эффективных ракет было предложено использовать мощные лазеры для запуска небольших спутников.
С 1986 года ряд работ по проблемам, связанным с лазерными двигателями, опубликовал американский физик Джордин Кэр работавший по гранту NASA.

## Проекты
Lightcraft — совместный проект ВВС США и NASA, проводившийся в 90-х годах по концепции предложенной Лейком Мирабо из Политехнического института Ренсселера. В качестве рабочего тела в экспериментальных моделях использовался нагретый лазерным лучом атмосферный воздух. Луч передавался на летательный аппарат с лазера, расположенного на поверхности Земли. Эксперименты проводились на полигоне Уайт-Сэндз авиабазы Райт-Паттерсон. В 2000-м году экспериментальная модель размером около 12 сантиметров достигла высоты в 71 метр. Позднее профессором Мирабо была основана компания Lightcraft Technologies, продолжающая разработку лазерных реактивных двигателей. В 2008 году в Управлении научно-технической информации Министерства энергетики США на официальном сайте опубликовали статью, в которой её автор Вильям Ларсон  рассказывает об успешно завершенных исследованиях в этой области . 
АКЛРД (Аэрокосмический лазерный реактивный двигатель) - проект, созданный и в 2005-м году запатентованный группой ученых из Научно-Исследовательского Института Оптико-Электронного Приборостроения (НИИ ОЭП) во главе с Ю. Резунковым. Был создан макет двигателя и проведены эксперименты по демонстрационному полету оснащенного им аппарата общей массой в 150 грамм. По данным Конструкторского Бюро Химавтоматики (КБХА) разработка ЛРД (Лазерного ракетного двигателя) ведется КБХА с 2002 года совместно с НИИ ОЭП и Исследовательским Центром им. М. В. Келдыша.
DEEP-IN - проект, разрабатываемый группой ученых (UCSB Experimental Cosmology Group) Калифорнийского Университета в Санта-Барбаре по программе NASA. Предполагается использование системы микролазеров для разгона плоского летательного аппарата, способного совершать межзвездные перелеты на скоростях приближающихся к световым. По расчетам авторов проекта такой аппарат в состоянии преодолеть расстояние до Альфы Центавра за 20 лет.
- Расчёт КПД лазерного двигателя